# Valériane des Pyrénées
Valeriana pyrenaica
Espèce
Classification phylogénétique
La Valériane des Pyrénées (Valeriana pyrenaica)  est une plante herbacée vivace de la famille des Caprifoliacées (anciennement des Valérianacées). Elle est endémique des Pyrénées.

## Description
Plante haute de 70 à 130 cm à tige robuste, sillonnée. Grandes feuilles (10 à 25 cm) dentées, opposées, cordées à la base.

## Habitat
Se développe à l'ombre, dans des zones humides (mégaphorbiaies) de 900 jusqu'à 2 400 m. Floraison de juin à aout.

## Propriétés
Comme la valériane officinale, c'est aussi une plante médicinale toxique à forte dose, encore utilisée comme calmante, antispasmodique et anticonvulsive.